# Museum für Moderne Kunst
Museum für Moderne Kunst är ett konstmuseum för modern konst i Frankfurt am Main i Tyskland.
Museum für Moderne Kunst grundades 1981 och är det nyaste av Frankfurts större museer. Den triangulära museibyggnaden ritades av Hans Hollein, och kallas "tårtbiten". Den började uppföras 1987 och invigdes 1991.

## Samlingar
Kärnan i museets samlingar utgörs av verk från den tyske samlaren Karl Ströher, med omkring 65 verk inom popkonst och minimalism. Industriägaren Ströher hade ursprungligen donerat dessa till sin födelsestad Darmstadt under villkor att staden skulle bygga ett museum för att förevisa dem. När detta villkor inte uppfyllts, sålde Ströhers arvingar samlingen till Frankfurt. I samlingen ingår verk av bland andra Roy Lichtenstein, Andy Warhol och George Segal. Tillägg gjordes av museets första chef Jean-Christophe Ammann.
År 2006 införskaffade Museum für Moderne Kunst, tillsammans med Kunstmuseum Liechtenstein och Kunstmuseum St. Gallen, Köln-galleristen Rolf Rickes privata samling, som bestod av verk av Richard Artschwager, Bill Bollinger, Donald Judd, Gary Kuehn och Steven Parrino.

## MMK 2

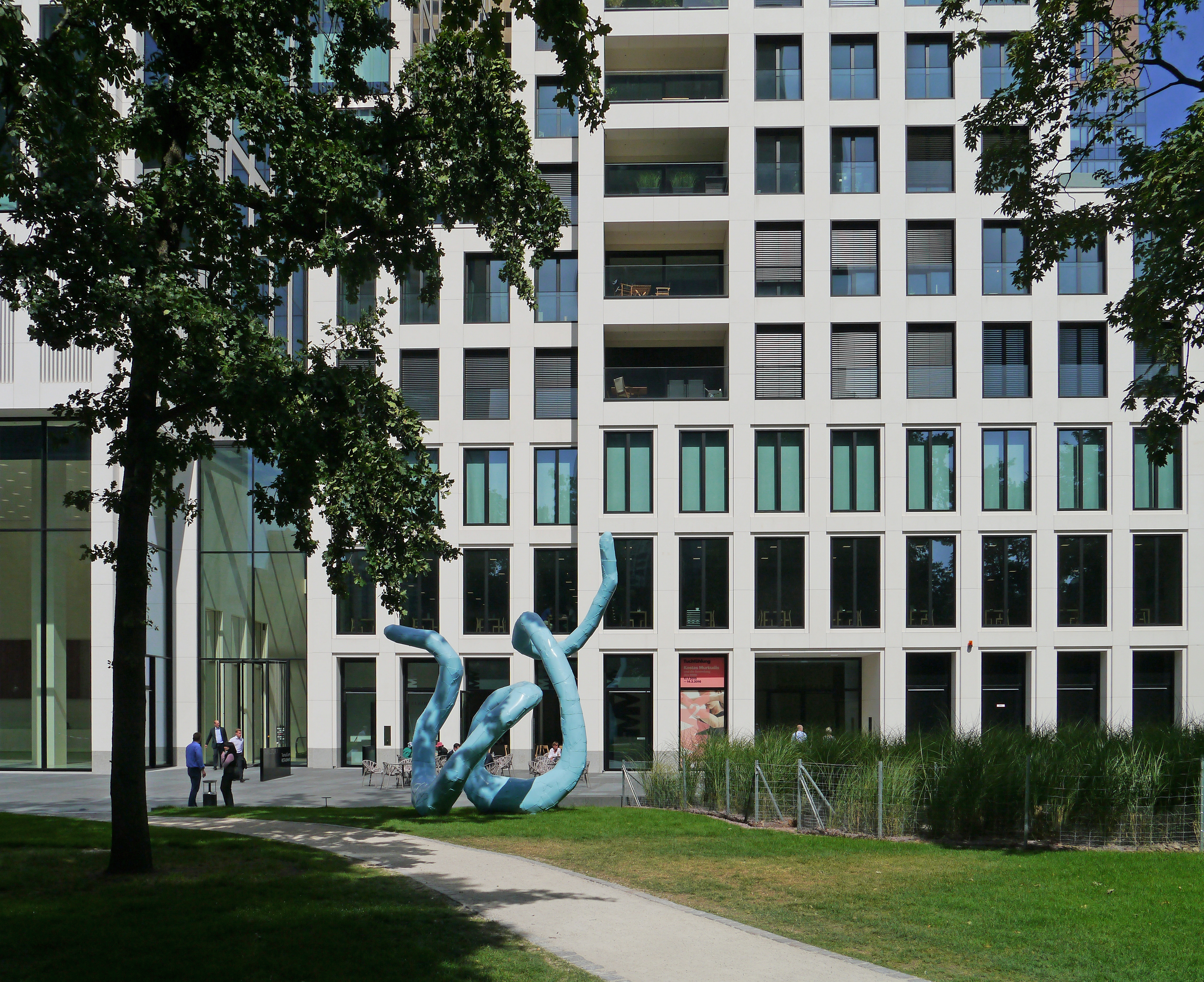
MMK 2, entré till Gallusanlage.

Museum für Moderne Kunst utvidgades i oktober 2014 med annexutställningslokalen MMK2 på drygt 1.500 kvadratmeter i andra våningen i Taunusturm vid Gallusanlage. Kostnaden för 15 års hyra och andra driftskostnader finansieras av donatorer.

## MMK 3

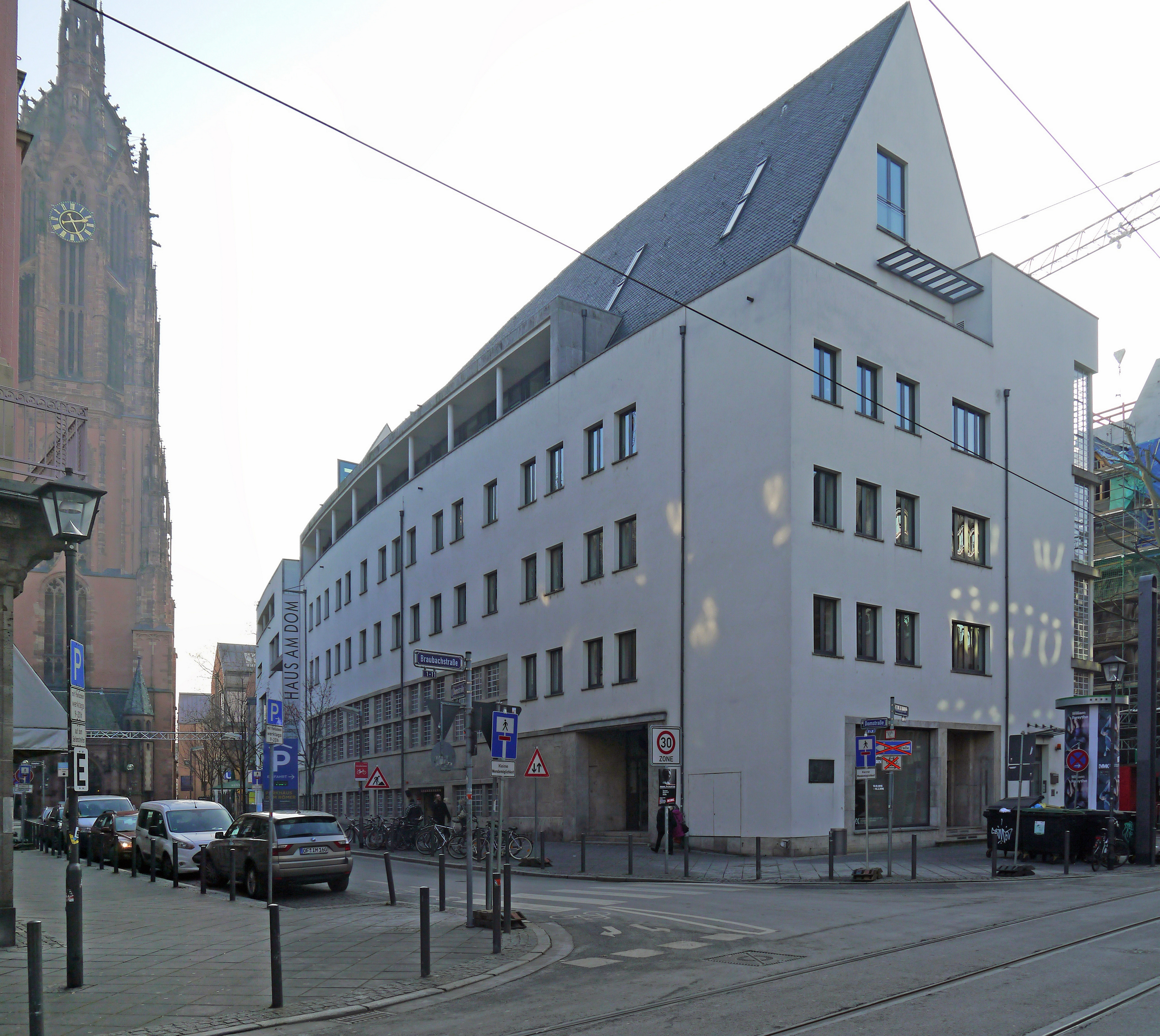
MMK 3, i Haus am Dom.

MMK 3, tidigare MMK Zollamt är en tillhörande utställningslokal till Museum für Moderne Kunst, som öppnades 2007 och finns i den tidigare byggnaden för staden Frankfurts tullkontor tvärs över gatan, Haus am Dom.